# Giacomo Stucchi
Giacomo Stucchi (Bergamo, 20 febbraio 1969) è un politico italiano, parlamentare dal 9 maggio 1996 al 22 marzo 2018 per la Lega Nord.

## Biografia
Laurea in Scienze Politiche, dal 1994 ha svolto la professione di consulente aziendale, oltre a quella, dal 2006, di giornalista.
Dal 2018 ha ripreso a tempio pieno ad occuparsi di consulenza aziendale strategica, con una particolare specializzazione nel campo della cybersicurezza.
Dal 2020 inoltre è il Presidente del Master di secondo livello in Intelligence Economica dello IASSP (Istituto Alti Studi Strategici e Politici) di Milano. Da vari anni svolge anche un’attività didattica e di formazione in Italia ed in altri Paesi europei, trattando tematiche legate alla sicurezza nazionale e cibernetica e fornendo il proprio contributo a convegni, conferenze e seminari organizzati da Istituzioni accademiche o realtà private, in Italia e all'estero.

## Attività politica

### Elezione a deputato
Iscritto alla Lega Nord, dal 1995 al 1999 è stato consigliere provinciale di Bergamo, mentre dal 1995 al 2009 è stato anche consigliere comunale di Verdello (Bergamo).
Alle elezioni politiche del 1996 viene candidato alla Camera dei deputati nel collegio uninominale di Dalmine, sostenuto dalla Lega Nord, dove viene eletto per la prima volta deputato con il 41,17% dei voti contro i candidati Vincenzo Marchetti de L'Ulivo (31,36%) e Fabrizio Fabrizi del Polo per le Libertà (27,47%). Nel corso della XIII legislatura ha ricoperto i ruoli di vice-capogruppo della Lega Nord Padania alla Camera dal 1998 al 2000 e vice-capogruppo vicario dal 2000 al 2001.
Viene rieletto alla Camera alle elezioni politiche del 2001 nel collegio uninominale di Ponte San Pietro, sostenuto dalla Casa delle Libertà, ottenendo il 49,71% e superando la candidata dell'Ulivo Giuliana Reduzzi (38,56%). Durante il mandato è stato presidente della 14ª Commissione Politiche dell'Unione europea dal 21 giugno 2001 al 27 aprile 2006.
Alle elezioni amministrative del 2004 è candidato dalla Lega Nord e da tre liste civiche come presidente della provincia di Bergamo, ottenendo il 21,81%, risultato che lo colloca alle spalle di Valerio Bettoni del centrodestra (35,18%) e di Giuseppe Facchetti del centrosinistra (30,20%). Viene comunque rieletto consigliere della provincia di Bergamo e resta in carica fino al 2009.

### Segretario della Camera
Alle elezioni politiche del 2006 viene rieletto deputato come quinto candidato della lista "Lega Nord Padania - Movimento per l'autonomia" nella circoscrizione Lombardia 2. Nella XV legislatura ha ricoperto gli incarichi di segretario della Camera dei deputati per la Lega Nord, componente della 1ª Commissione Affari Costituzionali e della Delegazione italiana presso il Consiglio d'Europa.
Alle elezioni politiche del 2008 viene rieletto a Montecitorio nella medesima circoscrizione tra le liste della Lega Nord. Nella XVI legislatura è stato confermato come segretario della Camera dei Deputati e membro della Delegazione italiana presso il Consiglio d'Europa. È stato membro della Commissione sulle politiche dell'Unione europea, nonché della Giunta per le elezioni dal 2008 al 2013.
Nel 2011 il suo nome è caldeggiato dall'ala della Lega Nord vicina alle posizioni dell'ex Ministro dell'Interno Roberto Maroni come prossimo capogruppo della Lega Nord alla Camera dei Deputati in sostituzione dell'ex Presidente della Provincia di Varese Marco Reguzzoni, considerato vicino al cosiddetto cerchio magico dei fedeli di Umberto Bossi a cui il gruppo aveva chiesto più volte esplicitamente le dimissioni, richieste però bloccate dallo stesso Bossi. Il 1º luglio 2011 il Segretario federale della Lega Nord Umberto Bossi annuncia pubblicamente che entro la fine dell'anno Stucchi sarà il nuovo capogruppo alla Camera, incarico che però dopo una lunga trattativa tra le varie componenti verrà affidato al veneto Gianpaolo Dozzo.
Nel 2012 il suo nome viene dato come uno dei papabili insieme a quello dell'eurodeputato e capogruppo della Lega Nord a Milano Matteo Salvini alla carica di Segretario nazionale della Lega Lombarda come successore di Giancarlo Giorgetti, segretario dal 2002 per l'ala della Lega vicina all'ex Ministro Roberto Maroni. Alla fine Stucchi decide di non presentare la sua candidatura, sostenendo l'elezione di Salvini e diventando successivamente vicesegretario federale della Lega Nord, assieme a Federico Caner e Elena Maccanti, carica che ha ricoperto fino al maggio 2013.

### Presidente del COPASIR
Alle elezioni politiche del 2013 viene candidato al Senato della Repubblica ed eletto senatore per la prima volta nella circoscrizione Lombardia nella lista della Lega Nord. Nella XVII legislatura è stato componente delle Commissioni Affari Esteri, Politiche dell'Unione Europea, Bilancio, Istruzione pubblica e beni culturali, dal 21 marzo 2013 segretario dell'ufficio della presidenza del Senato e il 6 giugno 2013 viene eletto presidente del Comitato parlamentare di controllo dei servizi di informazione (COPASIR), in un periodo delicato per la sicurezza internazionale.
Alle primarie della Lega Nord del 2017 si spese per la mozione di Giovanni Fava contro quella del segretario uscente Matteo Salvini, criticandolo per la strategia politica che aveva trasformato la Lega Nord federalista in un partito nazionale privo del riferimento "Nord".
Nel dicembre 2017 è stato eletto presidente della Lega Lombarda.

### Fuori dal Parlamento
Dopo 22 anni di presenza ininterrotta in Parlamento, non viene più ricandidato alle elezioni politiche del 2018, in quanto escluso dalle liste della Lega.
Dal 2018 al dicembre 2020 è stato il consigliere particolare per la sicurezza e cibersicurezza del Presidente della Regione Lombardia Attilio Fontana.

#### Candidatura a sindaco di Bergamo
Ad agosto 2018, in vista delle elezioni amministrative del 2019, si rende disponibile a candidarsi come sindaco di Bergamo, ma solo il 15 marzo 2019 viene indicato dalla coalizione di centro-destra come il candidato primo cittadino, formata da Lega, Forza Italia, Fratelli d'Italia e la lista civica "Bergamo Ideale", ma viene sconfitto al primo turno dal sindaco uscente Giorgio Gori, con il 55,33% dei voti contro il 39% di Stucchi. Viene comunque eletto consigliere comunale di Bergamo.

## Opere
- Essere federalisti. Facco Editore, 1996
- Libero Libro. Facco Editore, 2001
- Intelligence Economica. Rubettino Editore, 2020
- Ricostruzione. Rubettino Editore, 2021